# Tephritis hurvitzi
Tephritis hurvitzi är en tvåvingeart som beskrevs av Amnon Freidberg 1981. Tephritis hurvitzi ingår i släktet Tephritis och familjen borrflugor. Inga underarter finns listade i Catalogue of Life.